# NGC 5979
NGC 5979 is een planetaire nevel in het sterrenbeeld Zuiderdriehoek. De nevel ligt 11.700 lichtjaar van de Aarde verwijderd en werd op 24 april 1835 ontdekt door de Britse astronoom John Herschel.

## Synoniemen
- PK 322-5.1
- ESO 136-PN3